# Гдиня-Косаково
Аеропорт Ґдиня-Косаково (також відомий як Ґдиня-Оксивє, Ґдиня-Бабє-Доли) - цивільний (будується) і військовий аеропорт на півночі Польщі.
Уряд Гдині має намір використати свій аеропорт , щоб обслуговувати недорогі авіакомпанії, щоб обслуговувати  1 млн мешканців.

## Історія
Аеропорт був відкритий до 1939 року. 1 травня 1935 року - офіційне відкриття пасажирського аеропорту Гдиня-Румія Загурзе. Були щоденні рейси до Варшави, Кракова, Копенгагена, Венеції, Рима, Мілана, Будапешта. 

## Інфраструктура
Поруч із терміналом розташована залізнична лінія, яка може використовуватися для обслуговування пасажирів.